# Kozibrod
Kozibrod is een plaats in de gemeente Dvor in de Kroatische provincie Sisak-Moslavina. De plaats telt 119 inwoners (2001).